# Uwikłana
Uwikłana (ang. Shades of Blue) – amerykański serial telewizyjny (dramat kryminalny), wyprodukowany przez Ryan Seacrest Productions, Universal Television oraz Nuyorican Productions. Twórcą serialu jest Adi Hasak. Shades of Blue miał być wyemitowany od 14 stycznia 2016 roku przez NBC, ale datę premiery serialu przesunięto na 7 stycznia 2016 roku.

6 lutego 2016 roku, stacja NBC przedłużyła serial o drugą serię.

W Polsce serial jest emitowany od 2 stycznia 2017 roku przez TV Puls.
17 marca 2017 roku, stacja NBC przedłużyła serial o trzecią serię. 5 kwietnia 2018 roku NBC ogłosiło, że kolejny, czwarty sezon, jednak nie powstanie.

## Fabuła
Serial opowiada o grupie policjantów, którzy wykonują swoją pracę, ale są skorumpowani. Policjantka Harlee Santos zostaje zmuszona przez FBI do zostania tajnym informatorem.

## Obsada

### Główna
- Jennifer Lopez jako detektyw Harlee Santos[7]
- Ray Liotta jako porucznik Matt Wozniak[8]
- Dayo Okeniyi jako Michael Loman[9]
- Drea de Matteo jako detektyw Tess Nazario[8]
- Warren Kole jako Robert Staal, młody agent FBI[8]
- Vincent Laresca jako detektyw Carlos Espada[8]
- Sarah Jeffery jako Cristina Santos, córka Harlee
- Gino Anthony Pesi jako A.D.A. James Nava[10]
- Hampton Fluker jako detektyw Marcus Tufo[11]

### Role drugoplanowe
- Michael Esper jako Donnie Pompa, porucznik Wydziału Spraw Wewnętrznych[12]
- Antonio Jaramillo jako Miguel Zepeda[13]
- Santino Fontana jako detektyw David Saperstein
- Lolita Davidovich jako Linda Wozniak (sezon 1)[14](sezon 1)
- Margaret Colin jako Linda Wozniak (sezon 2)[14]
- Annie Chang jako agent specjalny Molly Chen
- Leslie Silva jako Gail Baker
- Mark Deklin jako Joe Nazario
- Erica Ash jako Erica
- Kathryn Kates jako matka Davida
- Anna Gunn jako Julia Ayres (sezon 2)[15]
- Nick Wechsler jako detektyw Cole(sezon 3)[16]

## Odcinki
| Sezon | Sezon | Odcinki | Oryginalna emisja NBC | Oryginalna emisja NBC | Oryginalna emisja TV Puls | Oryginalna emisja TV Puls | Oryginalna emisja TV Puls |
| Sezon | Sezon | Odcinki | Premiera sezonu       | Finał sezonu          | Premiera sezonu           | Finał sezonu              |                           |
| ----- | ----- | ------- | --------------------- | --------------------- | ------------------------- | ------------------------- | ------------------------- |
|       | 1     | 13      | 7 stycznia 2016       | 31 marca 2016         | 2 stycznia 2017           | 27 marca 2017             |                           |
|       | 2     | 13      | 5 marca 2017          | 21 maja 2017          | 11 czerwca 2018           | —                         |                           |
|       | 3     | 10      | 17 czerwca 2018       | 19 sierpnia 2018      | —                         | —                         |                           |

## Produkcja
22 lutego 2014 stacja NBC zamówiła serial, którego premiera była zaplanowana na midseason 2015/2016.